# Szymanowice (przystanek kolejowy)
Szymanowice – zlikwidowany przystanek kolejowy w Czołnochowie, w województwie wielkopolskim, w Polsce, na trasie wąskotorowej linii Witaszyce Wąskotorowe – Zagórów.